# Permské vlastivědné muzeum
Permské vlastivědné muzeum, také Permské regionální muzeum, (rusky Пе́рмский краеве́дческий музе́й) je muzeum, které se nachází ve městě Perm, v Permském kraji v Rusku. Bylo založeno v roce 1890 a je nejstarším a největším muzeem v Permu. Pořádá řadu stálých a dočasných výstav a je turistickou atrakcí.

## Popis

### Dějiny
V roce 1870 založila skupina ruských intelektuálů Uralskou společnost milovníků přírodních věd v Jekatěrinburgu. Společnost se věnovala studiu přírodních věd, zejména všemu, co souviselo s přírodními dějinami Uralu a okolí. Pokračovala v rozšiřování svých oblastí studia a členství a nakonec zřídila komise v několika městech. V listopadu 1890 se v Permu uskutečnilo první zasedání nové komise a toto datum je považováno za datum založení moderního muzea v Permu. Komise začala pracovat na založení veřejného muzea v Permu a tato první budova byla otevřena pro veřejnost 25. ledna 1894.
V roce 1897 se muzeum přestěhovalo na nové místo v Petropavlovské ulici. Tento krok byl základem nové společnosti a muzeum bylo přejmenováno na Permské vědecké a průmyslové muzeum. Nové muzeum nabídlo bezplatné vzdělávací kurzy a přednášky významných vědců. V roce 1901 sponzorovalo program (Pojízdné muzeum výukových materiálů) na pomoc místním školám při výuce pedagogické literatury. Podle muzea to byla jediná instituce vysokoškolského vzdělávání v Permu až do založení Permské státní univerzity v roce 1916.
Po ruské revoluci a vzniku Sovětského svazu v roce 1919 zůstalo muzeum otevřené. V roce 1920 však bylo jeho státní financování výrazně sníženo, takže muzeum mělo peníze jen na údržbu budovy a její vytápění. V sovětské éře také několikrát došlo k přesunu muzea, nejprve, v roce 1920, do bývalé biskupské rezidence, v roce 1931 do bývalé továrny na galanterii a v roce 1941 do ubytovny bývalého lékařského ústavu. Byly mu však postupně přidělovány nemovitosti, včetně zastavěných budov a pozemků, které dříve patřily ke kostelu. Kromě toho muzeum dokázalo udržet většinu svých sbírek neporušených a dokázalo získat nové artefakty. V roce 1957 bylo přejmenováno na Permské regionální muzeum.
Muzeum se v pozdější sovětské éře nadále rozšiřovalo, znovu získalo některé ze svých starších nemovitostí a sloučilo se několika menšími muzei v regionu.
Instituce přežila rozpad Sovětského svazu a v Ruské federaci vzkvétala. Ve spolupráci se Státním historickým muzeem v Moskvě uspořádala v roce 2000 velkou výstavu o Permu. Muzeum získalo své současné jméno v roce 2007 a v listopadu téhož roku byla jeho hlavní budova přestěhována do historického Meškovova domu.

### Sbírka
Muzeum si během své staleté historie postupně budovalo svoji sbírku. Muzeum získalo řadu archeologických a kulturních artefaktů (některé darovali významní místní obyvatelé), stejně jako rozsáhlou sbírku fosilií a kostí. Kromě hlavní sbírky v hlavní budově muzea provozuje muzeum dalších devět poboček ve městě Permu a okolí.

## Fotografie ze sbírek muzea

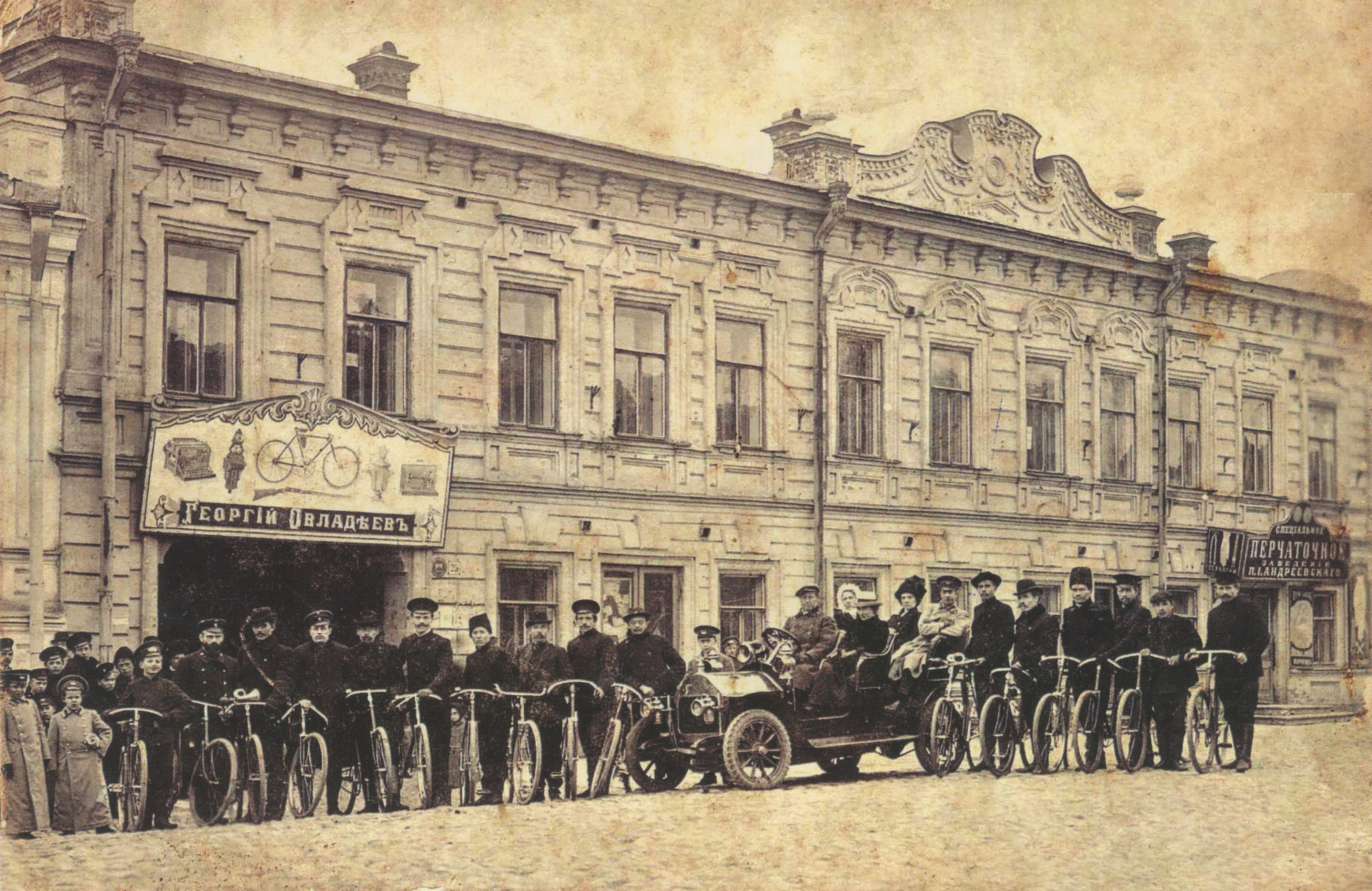
M. D. Jutal: Velocipedisté a automobil Darracq v Permu, 1915
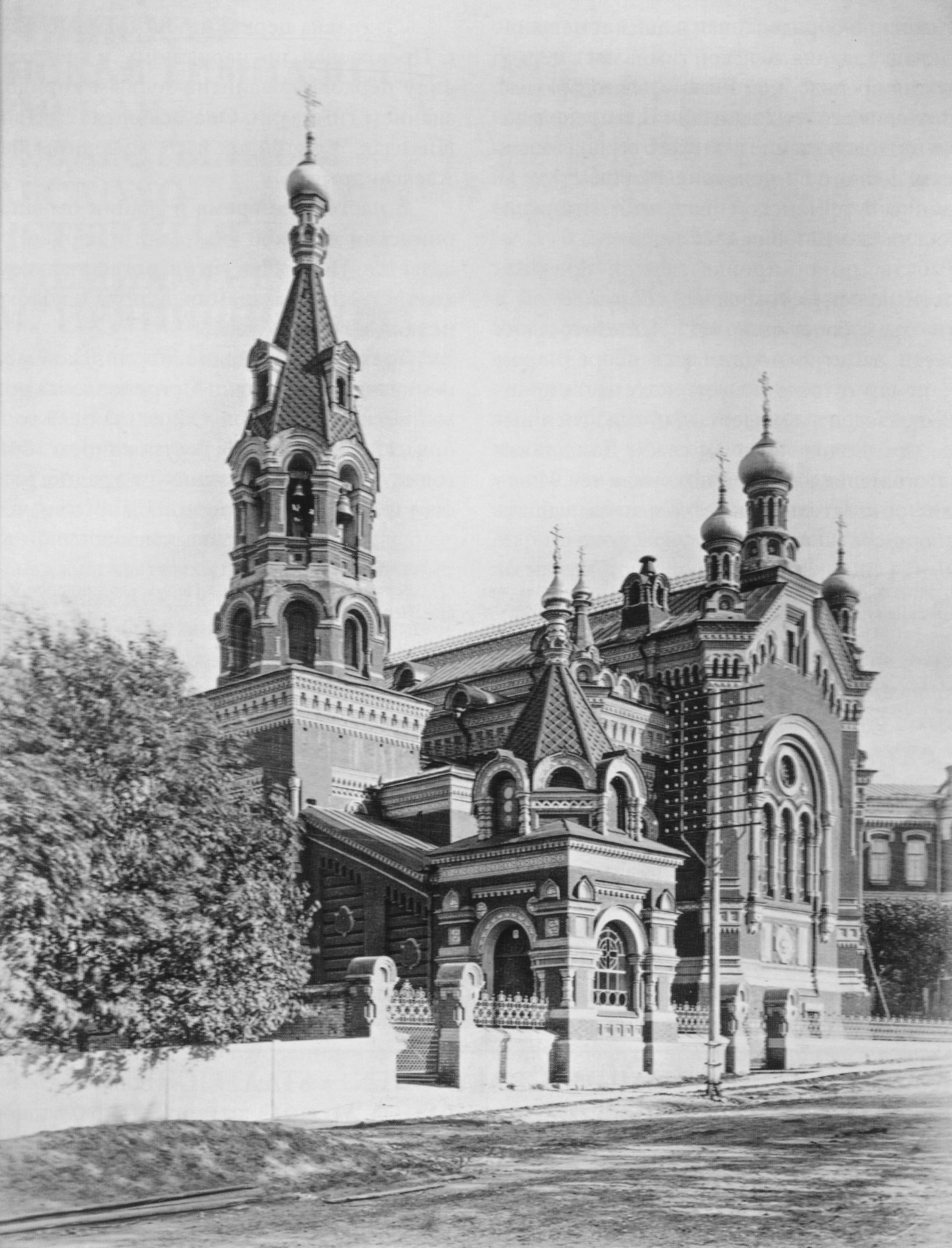
Alexander Alexandrovič Jakunin: Nikolajská domovská církev a Mariinské ženské gymnázium, Perm, 1899–1902
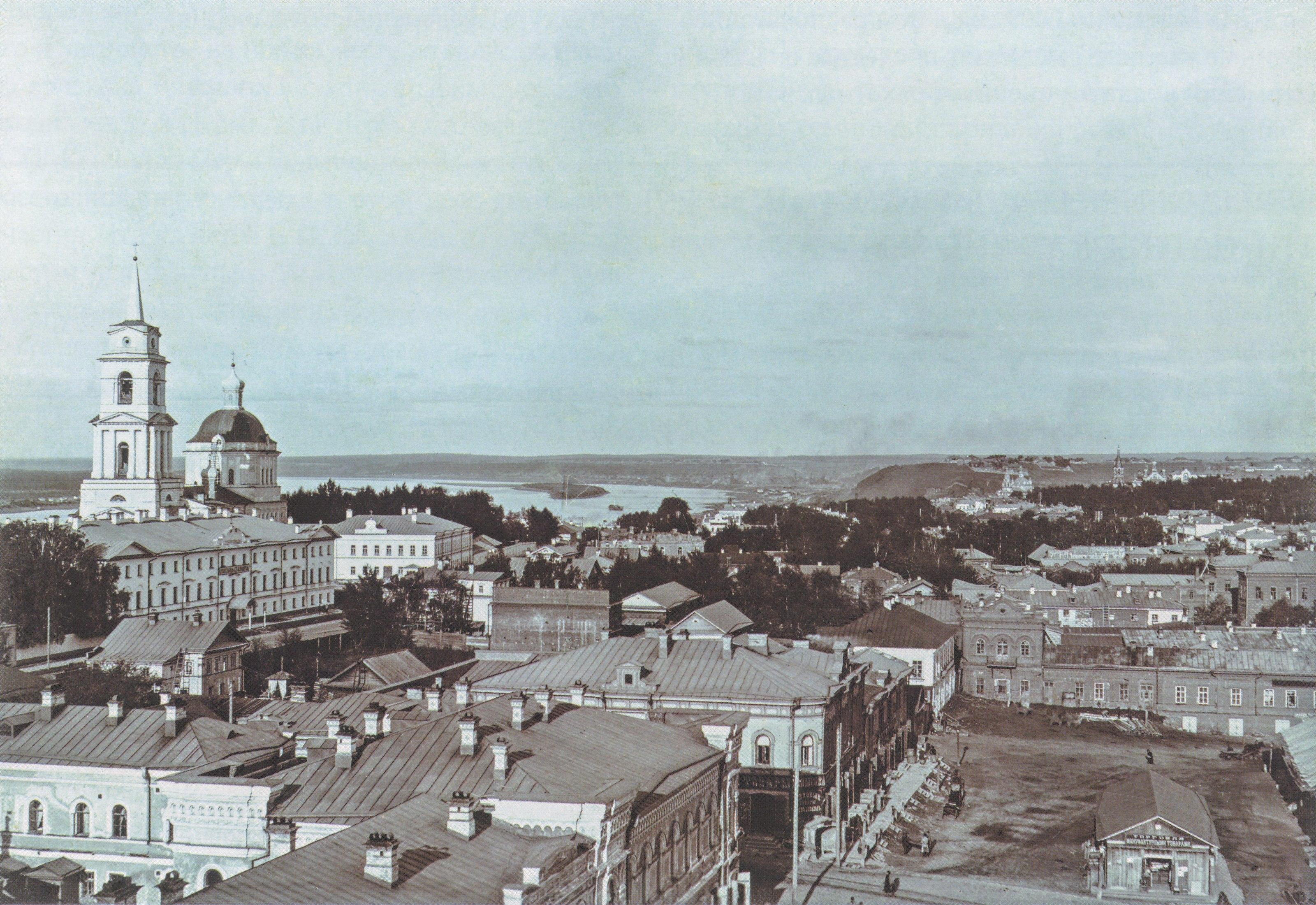
Alexander Alexandrovič Jakunin: Panorama města s požární věží, 1883–1901
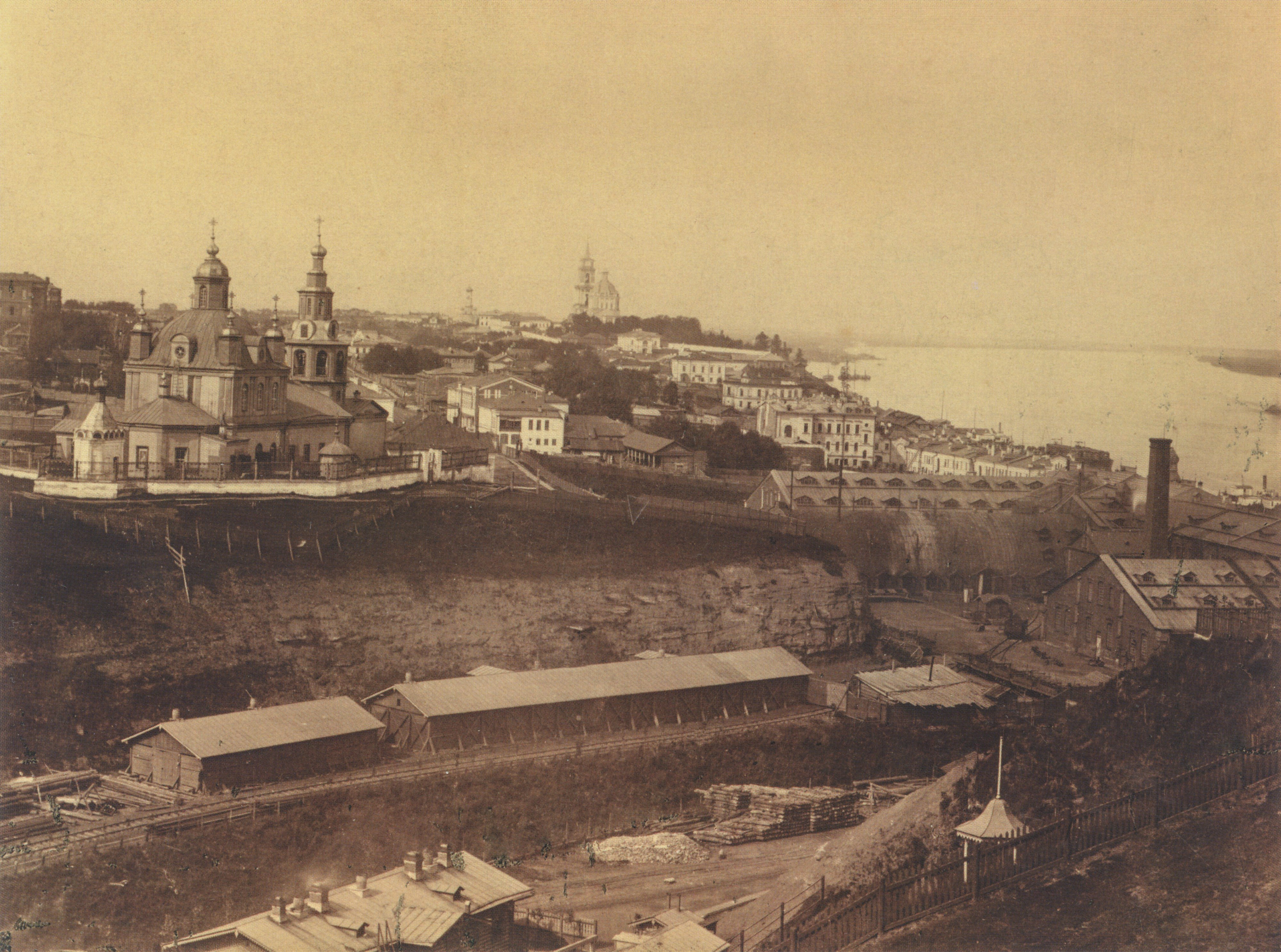
Stěpan Rylov: Panorama Permu, 1880–1900
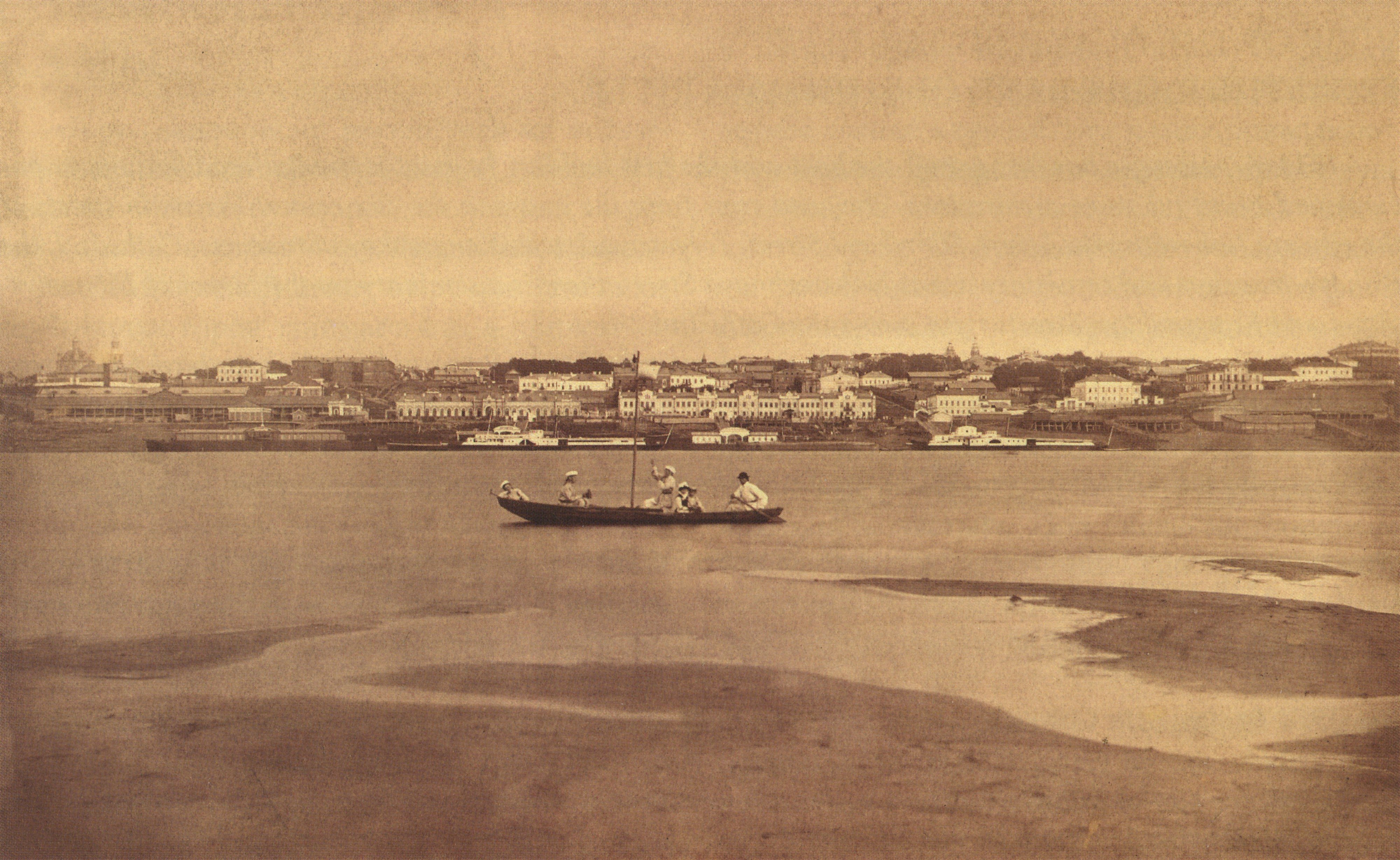
K. F. Čajkovskij: Pohled na molo a Perm z pravého břehu Kamy, 1880–1885